# François Rabelais
François Rabelais (Chinon, 1494 körül – Párizs, 1553. április 9.) pap és orvos, a legnagyobb francia humanista reneszánsz író.
Témáit, szókimondását, nyers realizmusát tekintve François Villon életművének örököse és folytatója. Szatirikus (mai értelemben:) regényében, a többrészes Gargantua és Pantagruel-ben éles gúnnyal ostorozta az álszenteskedést, a szellemi korlátoltságot, a tudományos nagyképűséget és a világi hatalom visszaéléseit.

## Élete

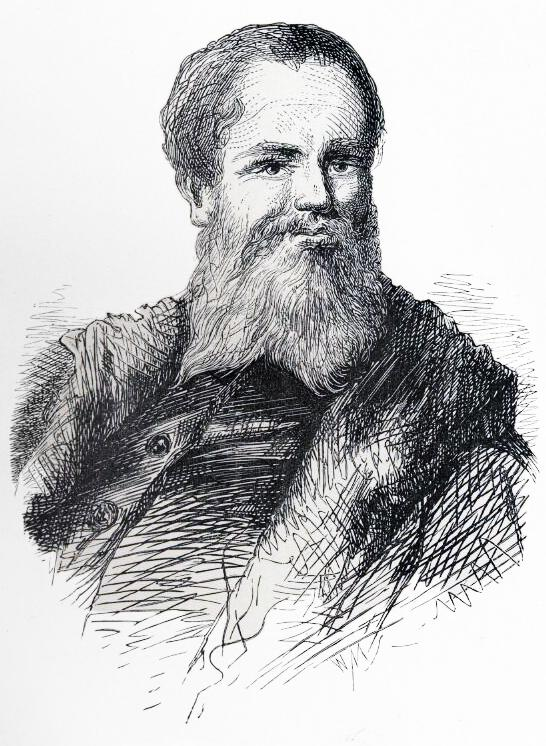
Gustave Doré Rabelais portréja, 19. század

François Rabelais 1483-ban vagy 1494-ben a közép-franciaországi Chinon településen vagy annak közelében (La Devinière) a Loire-vidéken született jómódú birtokos családban, apja ügyvédként dolgozott. Rabelais először a Seuilly-apátságban, majd a távolabbi Angers-ban nevelkedett. Fontenay-le-Comte-ban, ferences szerzetesek körében kedvelte meg a görög nyelvet, Hérodotoszt fordította latinra. 1520 körül görögül kezdett el levelezni a kor egyik legkiválóbb francia humanistájával Guillaume Budéval, akit mestereként tisztelt. Szellemi barátságot kötött másokkal is, Rotterdami Erasmusszal, André Tiraqueau-val. A ferences szerzetesek eretneknek vélték Rabelais-t, elkobozták görög könyveit, ezért 1523-ban őket elhagyva átlépett a bencés rendbe.
A bencéseknél Rabelais mint titkár elkísérte püspökét Périgord- és Poitou-beli útjaira. Alkalma nyílt megismerni más vidékek és emberek szokásait, nyelvhasználatát. Beiratkozott Poitiers-ben az ottani egyetem jogi fakultására, alaposan elsajátította a jogi szakzsargont, s később nagy tehetséggel alkalmazta szatíráiban. 36 éves korában mint világi pap orvostudományi tanulmányokat folytatott a Montpellier-i Egyetemen, ahol egy kurzus keretében Hippokratész és Galénosz eredeti görög nyelvű szövegeit magyarázta, sőt régészettel és botanikával is foglalkozott.
Jó híre volt Lyonban a latin nyelven kommentárokkal kiadott Hippokratesz-aforizmák révén, megbíztak benne, 1532-ben kinevezték orvosnak a lyoni Hôtel-Dieu kórházba, orvosi hivatását kis megszakításokkal majdnem élete végéig gyakorolta.
|  | „ ...A kor szatirikus géniusza, melyből tudva-öntudatlan mindenki kölcsönzött magának emezt-azt, persze, nemcsak Németországban élt, hanem Franciaországban is ott volt. Formája a mai olvasó számára teljességgel élvezhetetlen már. Mindent elsöprő erővel élt Rabelais-ban az, amit a franciák úgy neveznek, hogy la nostalgie de la boue. Csaknem patologikus gyönyörűséggel és terjengősséggel veti szét magát mindazon naturáliákban, melyek erkölcsi szempontból talán nem is kárhoztatandók, hanemhogy esztétikailag sem azok, azt már csak az egészen beszűkült, elfogult tout prix naturáliahívő állíthatja, vagy esetleg az a nem is oly ritka nyárspolgár, aki ellenkező előjellel az: találván bármi dolgot erőteljesnek és szugesztívnak pusztán azért, mert botrányos vagy gusztustalan. De mint a szaromániája, ugyanolyan elviselhetetlen Rabelais-nak ez az egész túlzsúfoltsága, szanaszéjjelágazása, kéjelgése a gonoszkodásban, a dolgok kifacsarásában, minden ábrázolt tárgy elferdítésében. Lényének alapvonása valami gigantikus terjengés volt, s annyira megszállottan kedvelte a favicceket, hogy még halálából is efféle szójátékot csinált állítólag, lévén, hogy dominóba öltözött hozzá, ugyanis az Írásban ez él: Beati, qui moriuntur in domino. Ám éppen azért, mert nála mindennek ugyanez az életnagyságot meghaladó túldimenzionáltsága uralkodik, mint főhősének, Gargantuának alakjában, vitézségében és falánkságában, nem is szabad Rabelais-ra a szokvány szépség és logika mértékeit alkalmaznunk. Még abban a végsőkig gúnyos kedvű, egyház- és skolasztika ellenes korban sem tette oly nagyszabású csúfság tárgyává az egyházat és a skolasztikát senki, mint ő. Afféle szatirikus emberevő volt Rabelais, és mérhetetlen adagokban fogyasztotta a képmutató csuhásokat, steril tudósokat, korrupt hivatalnokokat. Győzedelmesen és elementárisan érvényesül nála az ésprit gaulois, és ésprit gaillard, s ez az áttörés természetijelenség-hevű, vele vitába szállni merő értelmetlenség volna...” |
|  | – E. Friedell: Az újkori kultúra története |

Bahtyin meghatározó esztétikai munkája, a François Rabelais művészete, a középkor és a reneszánsz népi kultúrája Rabelais-ra támaszkodva fogalmazza meg több kultúrtörténeti jelenség (elsőül is a groteszk) értelmét.

## Az öt könyv

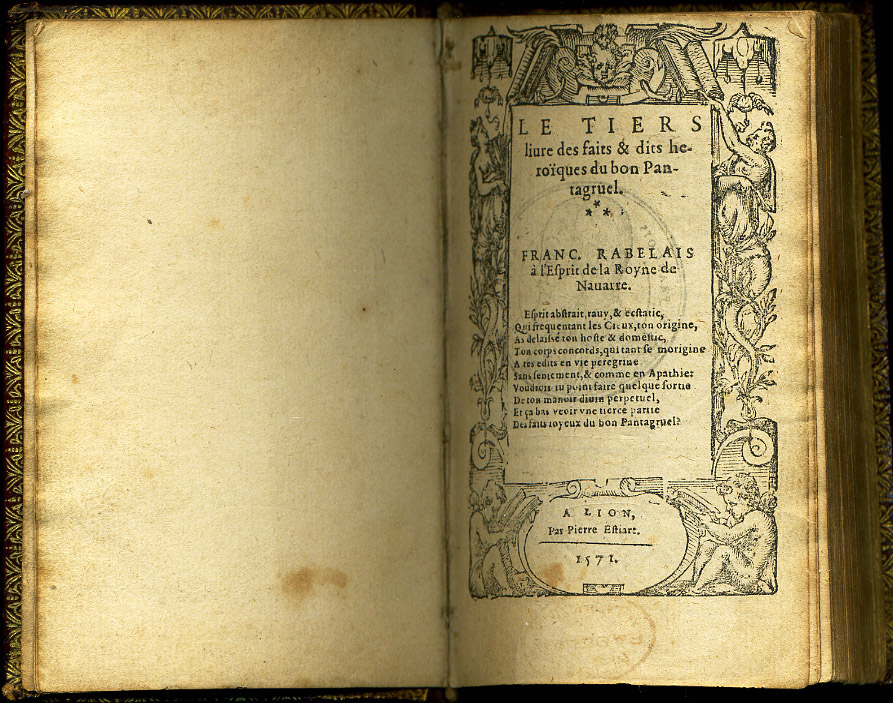
Harmadik könyv (Tiers Livre) 1571-es kiadásának címoldala

Az 1530-as években nagy példányszámban terjedt el egy máig ismeretlen szerzőtől egy népi ponyvaregény Arthur király legendás óriásáról, Gargantuáról, megtetszett ez Rabelais-nak, s tovább folytatta a művet Pantagruel címen.
A Második Könyv
Első jelentős irodalmi alkotását, a Pantagruelt (Les horribles et épouvantables faits et prouesses du très renommé Pantagruel Roi des Dipsodes, fils du Grand Géant Gargantua) 1532-ben jelentette meg Lyonban Alcofribas Nasier álnéven.
A főhös, Pantagruel neve görög-mór szóegyesítésből keletkezett, mindenre szomjazót jelent. Pantagruel egy óriás, nemcsak testméretét tekintve, de étvágy, szerelmi-szeretkezési kedv és hajlandóság, tudásszomj és iszákosság dolgában is. Mintegy megtestesíti a humanizmus embereszményét. A könyv egyik részlete Pantagruel atyjának, Gargantuának fiához írt levelét tartalmazza, meghatóan összefoglalja a humanizmus és a reneszánsz emberideálját. Rableais kigúnyolja az egyházi vaskalaposságot, az áltudományos semmittevést és az értelmetlen háborúskodást. Pantagruel Episztémon nevű kísérője megjárta a poklot is, s elmondja ottani tapasztalatait, azt látta, hogy az evilági hatalmasok megbűnhődnek odaát, az evilági szegényekre pedig véget nem érő vigalom vár.
Művének nagy sikere lett, felülmúlta a népi ponyvaregény sikerét. Írói karrierje nem ártott orvosi hivatásának, sőt társadalmi megbecsültsége csak nőtt. Unokatestvére, Párizs püspöke, Jean du Bellay kíséretében alkalma volt többször is Rómába látogatni, sőt huzamosabb ideig tartózkodott Torinóban (1540-1543), majd megint Rómában (1548-1550). Itália múltjának megismerése nagy élményt jelentett a humanista költő számára, a korabeli pápai udvar megismerése inkább gúnydalainak eszköztárát gyarapította.
Az Első Könyv
Első római útjáról hazatérve, 1534-ben jelentette meg Gargantua c. könyvét (La vie très horrifique du grand Gargantua, père de Pantagruel), témájában és kronológiájában valójában ez az első könyv, az 1532-ben megjelent Pantagruel a második könyv. A Gargantuában Pantagruel atyjának viselt dolgait adja elő, egyben szó esik e könyvben Pantagruel taníttatásáról is, mely egyben a humanizmus neveltetési eszményeit foglalja magában, sőt a mű végén leírja egy apátság belső életét is, melyben otthonra lel a tudomány és a művészet, s a legfőbb erkölcsi parancs pedig a következő: “Tedd, amit akarsz!” (Franciául: „Fais ce que voudras!”)
A Harmadik Könyv
1546-ban jelent meg a király engedélyével Rabelais saját neve alatt (Le tiers livre des faicts et dicts héroïques du bon Pantagruel). Az aktuális protestánsüldöztetések miatt tartózkodik az egyházellenes szatírától, a közerkölcsök és a társadalom visszásságait veszi célba. A főhős Panurge, aki már nem óriás, normál reneszánsz ember, aki filozofikus nyugalommal figyeli a világ fonákságait. Kísérőjének, Pantagruelnek, mai szóhasználattal élve, interjút ad a házasság intézményéről. A könyv végén a főhős és barátai hajóra szállnak.
A Negyedik Könyv
1548-ban jelent meg, a könyv Pantagruel és barátai tengeri útjának viszontagságait meséli el (Le quart livre des faicts et dicts héroïques du bon Pantagruel). Pantagruel és társai jelképes szigetlátogatásokat tesznek, a pápafalók után eljutnak a pápanyalók szigetére, majd Messer Gaster, azaz a Gyomor Úr szigetén kötnek ki. Rableais kigúnyolja a protestánsok és katolikusok ellentéteit, hangot ad az egyházi és világi hatalom különválasztása szükségességének. Amikor véget ér a könyv, megszakad a tengeri út, folytatását ígéri a szerző a következő könyvben.
Az Ötödik Könyv
1562-ben posztumusz jelent meg (Le cinquiesme et dernier livre des faicts et dicts héroïques du bon Pantagruel), egyes kutatások szerint már csak részben Rabelais alkotása. A könyv befejezése teljesen Rabelais elképzelései szerint való, a hosszú út végén a főhőst és kísérőit, kik tanácsra szomjaznak, várja az Isteni Butykos, „Igyál!” hívószóval. A befejezés Rabelais szándékai szerint a reneszánsz életöröm és a sohasem csillapodó tudásszomj dicsérete.

## Fő művei francia nyelven
- Pantagruel (Les horribles et épouvantables faits et prouesses du très renommé Pantagruel Roi des Dipsodes, fils du Grand Géant Gargantua.= Gargantua fiának, Pantagruelnek elszörnyesztő cselekedetei és vitézi tettei.) (1532)
- Gargantua (La vie très horrifique du grand Gargantua, père de Pantagruel, fils de Grandgousier. = A nagy Gargantuának, Pantagruel apjának felette félelmetes története.) (1534)
- Le Tiers Livre des faicts et dicts héroïques du noble Pantagruel. = Nemes Pantagruel hősi tetteinek és mondásainak harmadik könyve. (1546)
- Le Quart Livre des faicts et dicts heroïques du bon Pantagruel. = Jó Pantagruel hősi tetteinek és mondásainak negyedik könyve. (1552)
- Le Cinquième Livre Le Cinquième et dernier livre des faits et dits héroïques du bon Pantagruel = A jó Pantagruel hősi tetteinek és mondásainak ötödik és utolsó könyve. (1564) posthume=posztumusz.[3]

## Doréillusztrációi az 1-5. könyvhöz (válogatás)

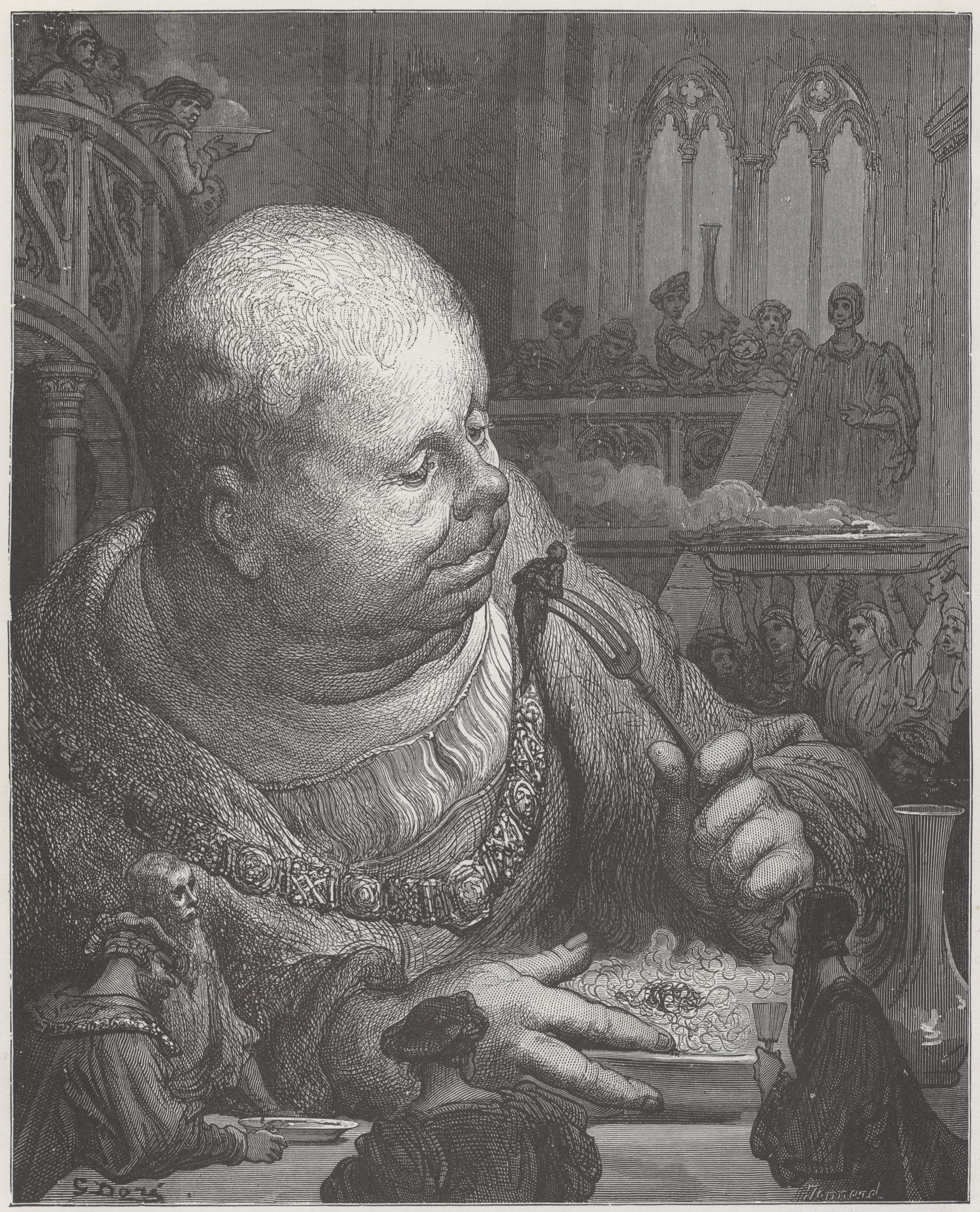
Gargantua
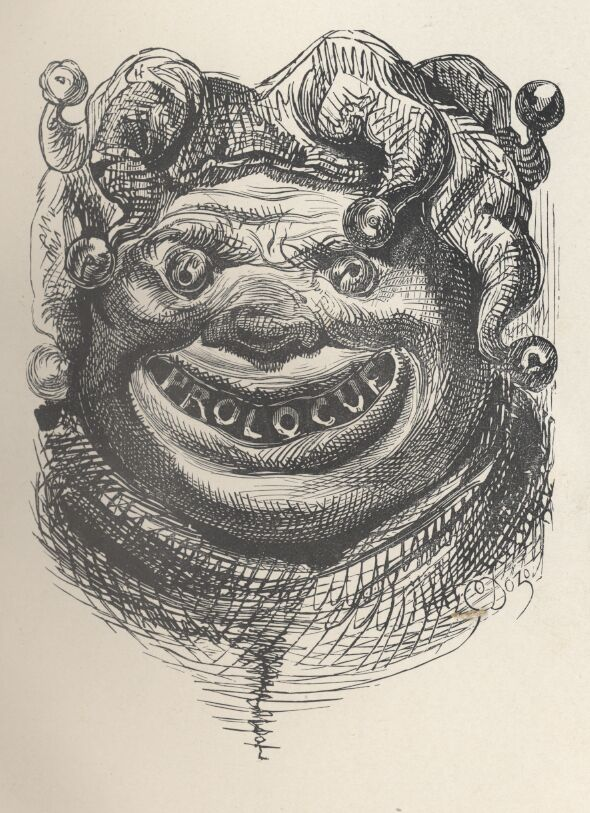
Pantagruel: Prológus
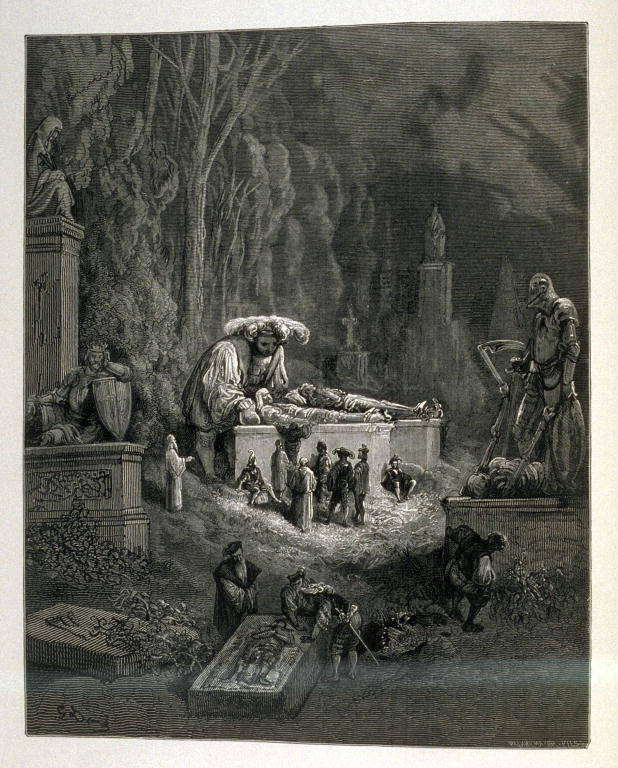
4. könyvhöz, tengeri utazás
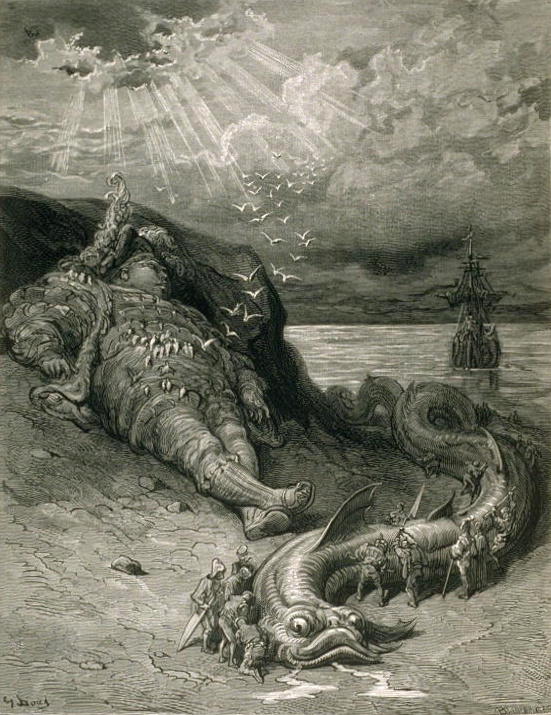
4. könyvhöz, tengeri utazás

## Művei magyarul

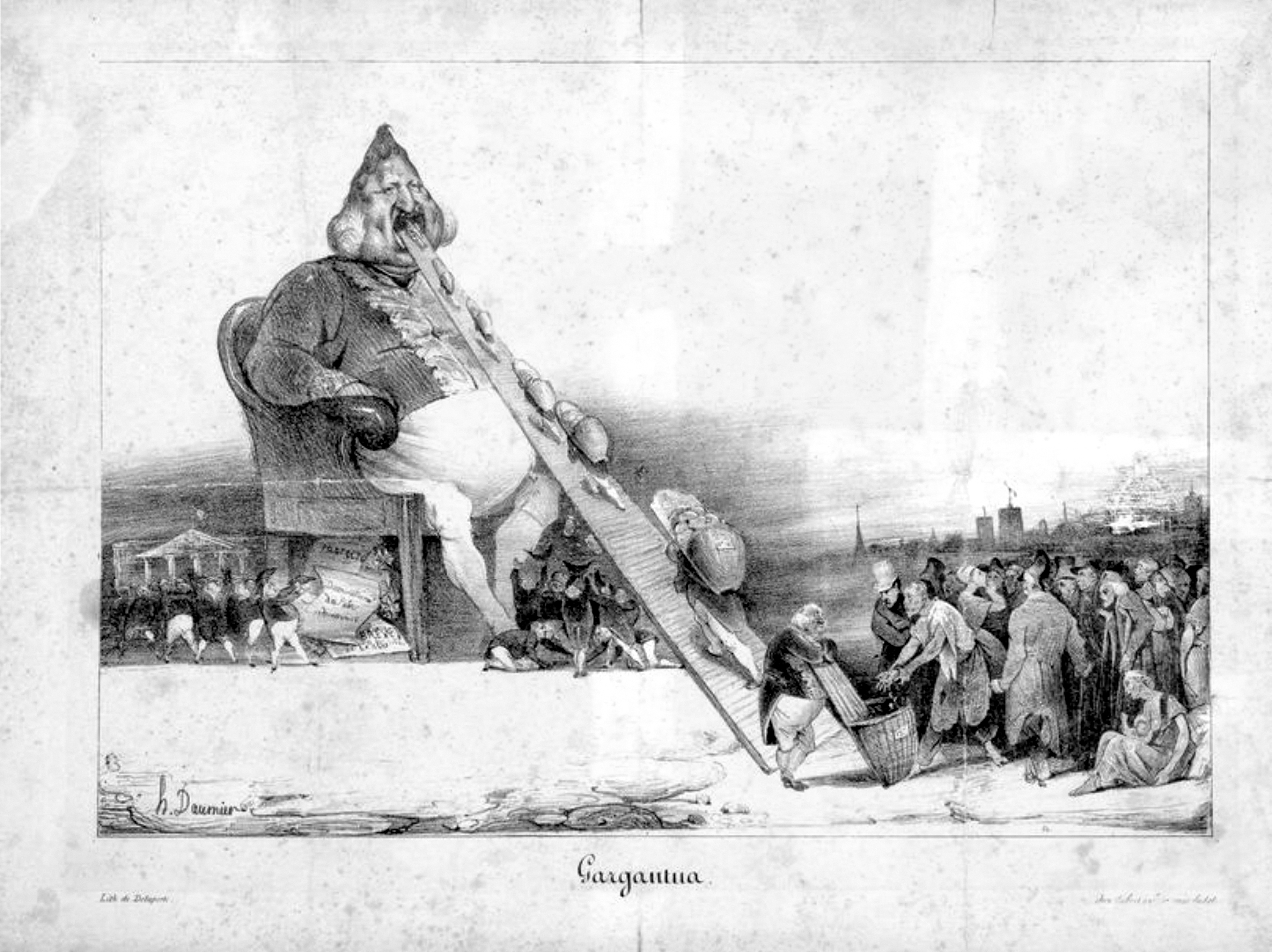
Honoré Daumier sokáig nagyon ismert Gargantua karikatúrája
Litográfia, 19. század

Az 1-5. könyv teljes anyaga magyar nyelven nem jelent meg.
- Az óriás Gargantua és Pantagruel élete és kalandjai. François Rabelais könyvéből fiatal barátainak írta Komor András; Gustave Doré rajzaival. Budapest : Franklin, 1928.[4] 144 p.
- Gargantua Pantagrueli vidámságok könyve; tan., ford. Kemény Katalin, előszó Benedek Marcell; Merkantil-Ny., Bp., 1936. 246 p.
- Pantagruel; ford. Faludy György; Cserépfalvi, Bp., 1948
- Gargantua és Pantagruel vál., jegyz. Győry János, ford. Benedek Marcell, ill. Csernus Tibor, Győry Miklós, Kálmán Klára; Szépirodalmi, Bp., 1954. 284 p., 6 t.
- Gargantua és Pantagruel. Szemelvények, 1-2.; ford. Benedek Marcell, utószó Bajomi Lázár Endre, ill. Szántó Piroska; Szépirodalmi, Bp., 1965
- Pantagruel. Középkori francia vidámságok könyve 1. Pantagruel a dipszódok királya amilyen valójában volt, az ő csodálatraméltó tetteinek és cselekedeteinek históriája; ford. Faludy György; JATE, Szeged, 1989
- Pantagruel. Középkori francia vidámságok könyve 2. A híres-neves Pantagruel hősi cselekedeteinek és mondásainak negyedik könyve; ford. Faludy György; Magyar Világ, Bp., 1993. 326 p. ISBN 963-7815-44-9
- Pantagruel roy des dipsodes restitué a son naturel avec ses faicts et prouesses espoventables composés / Pantagruel dipszódusok királya a maga igaz valóságába visszaállítva rettegtető vitézi tetteivel egyetemben: egybeszerkesztette néhai magiszter Alcofribas Nasier a lényeglepárló; ford. Nyári-Kepüs Bálint [Süpek Ottó], jegyz. Süpek Ottó; Nemzeti Tankönyvkiadó, Bp., 1995 (Felfedezett klasszikusok, 12.)
- Pantagruel; ill. Gustave Doré; ford., jegyz., utószó Gulyás Adrienn, versford. N. Kiss Zsuzsa; Osiris, Bp., 2010 (Osiris diákkönyvtár)
- Gargantua; ill. Gustave Doré; ford., jegyz., utószó Gulyás Adrienn, versford., jegyz. Imreh András; Osiris, Bp., 2015 (Osiris diákkönyvtár), ISBN 978-963-2762-57-9
- A derék Pantagruel hősi cselekedeteinek és mondásainak harmadkönyve; ford. Csordás Gábor; Jaffa, Bp., 2017. 285 p. ISBN 9786155609855

## Galéria

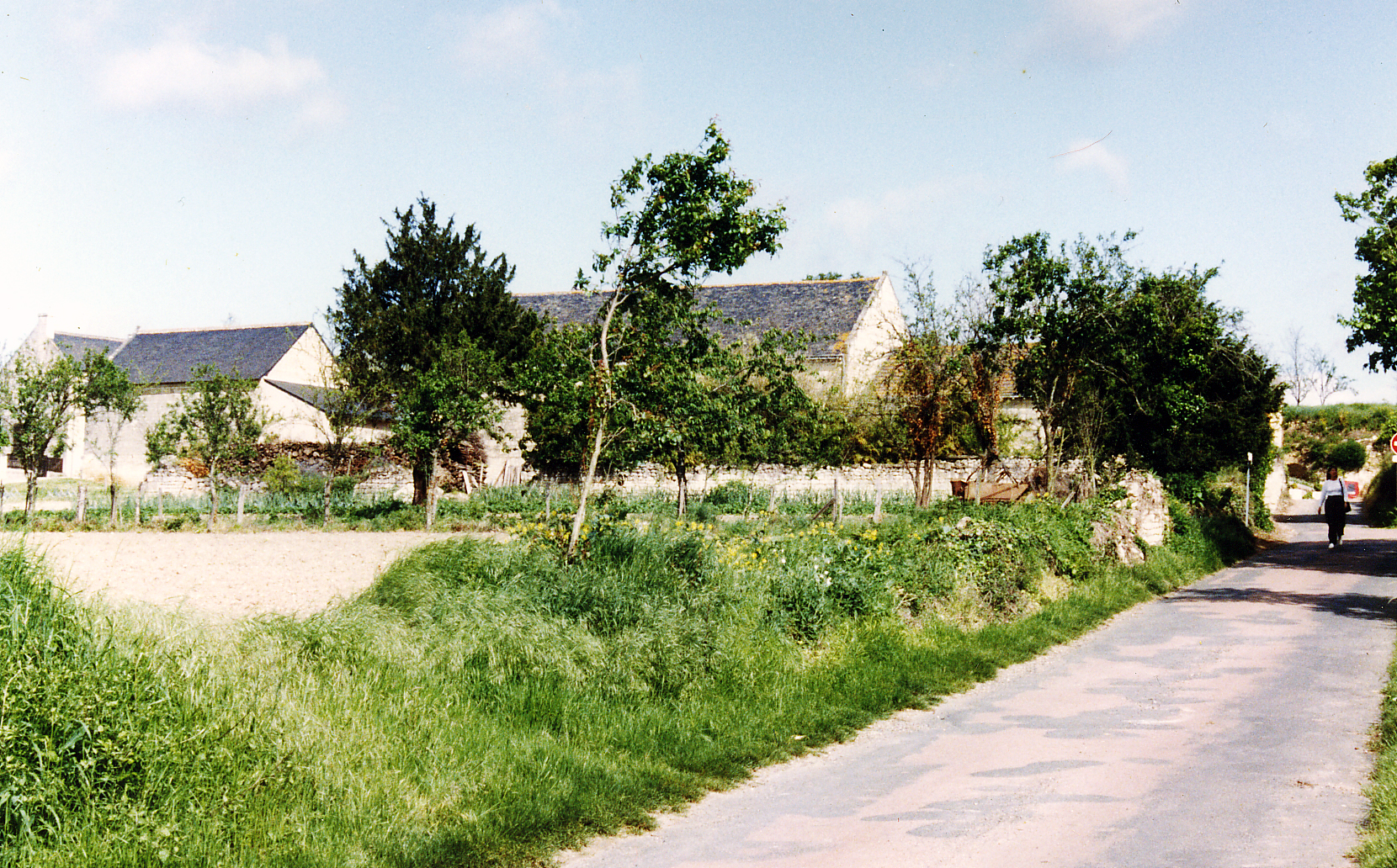
Rabelais szülőháza La Devinière-ben, ma Chinon
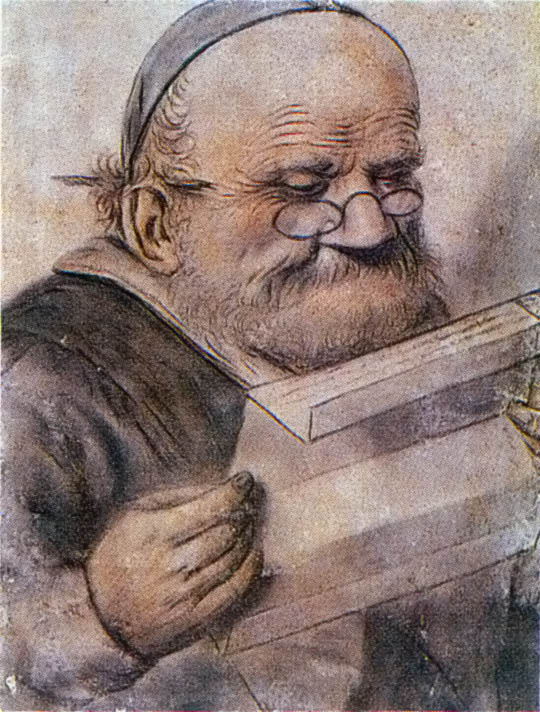
Rabelais ábrázolása. Ismeretlen grafikus, 17. század
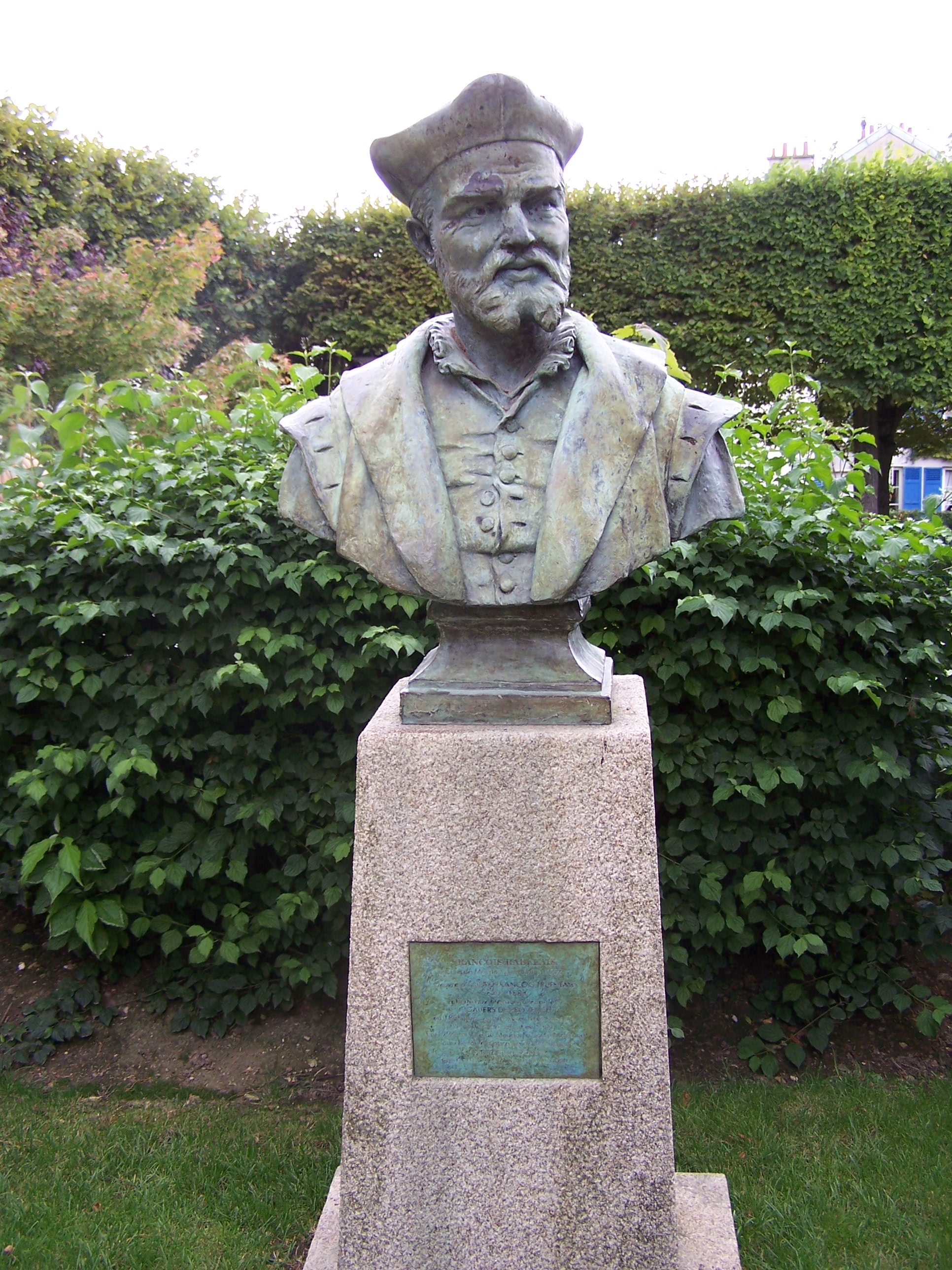
Rabelais szobra a róla elnevezett parkban, Meudon
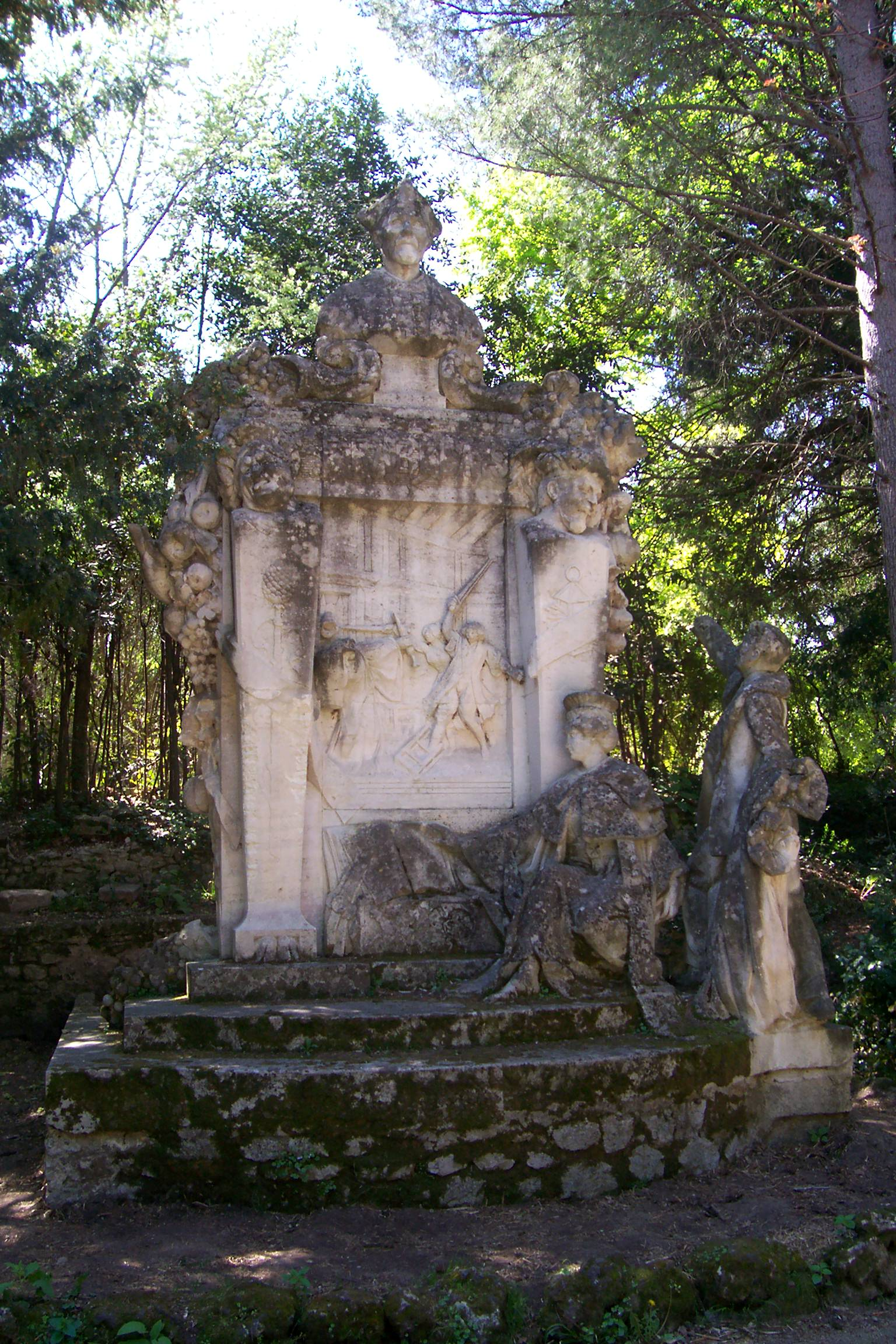
Emlékműve Montpellier-ben